# Mirosław Koźlakiewicz
Mirosław Koźlakiewicz (Kunki; 11 de Junho de 1957 — ) é um político da Polónia. Ele foi eleito para a Sejm em 25 de Setembro de 2005 com 7475 votos em 16 no distrito de Płock, candidato pelas listas do partido Platforma Obywatelska.
Ele também foi membro da Sejm 1997-2001.